# Musik der Hobbit-Filmtrilogie

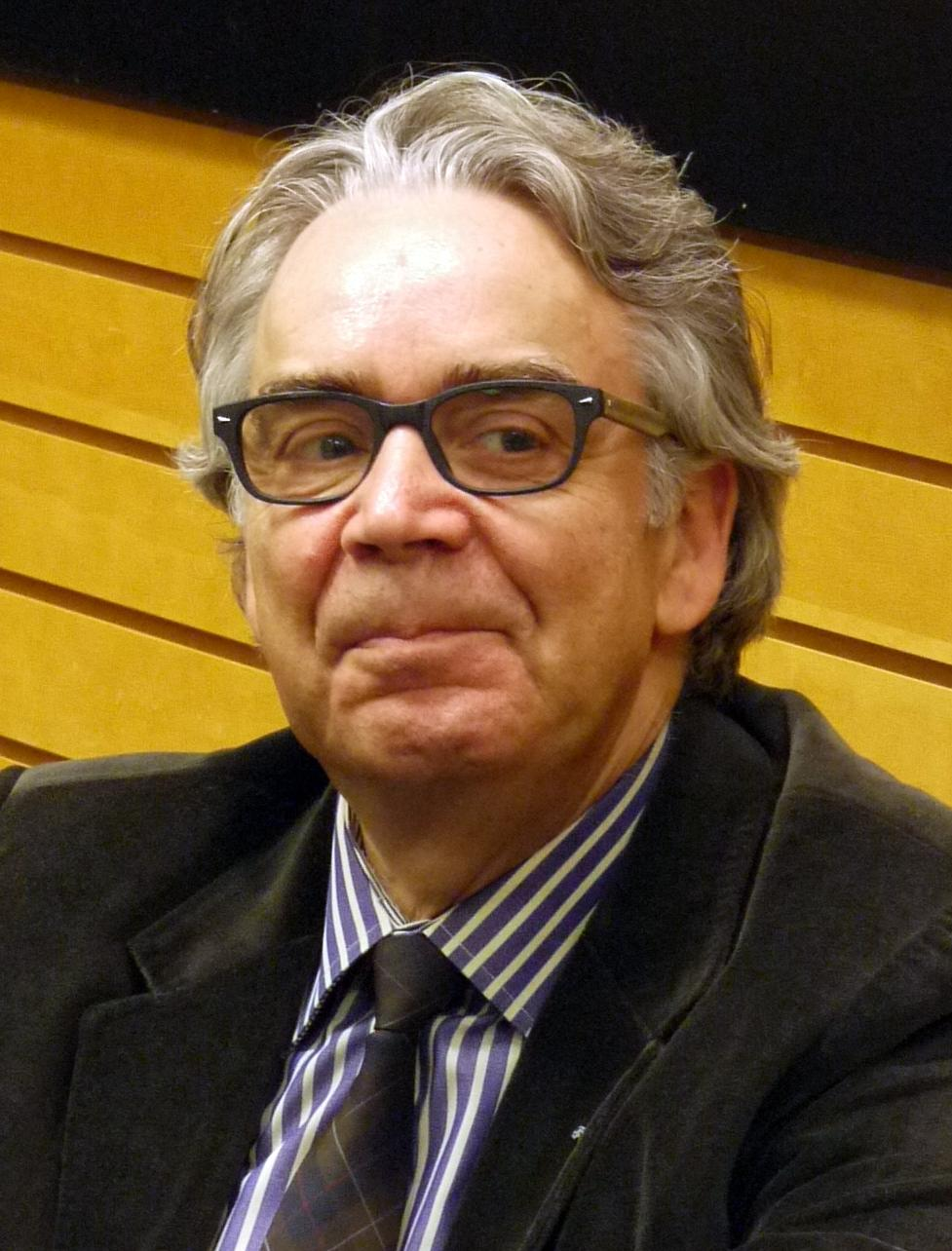
Howard Shore komponierte die Filmmusik.

Die Musik der von Regisseur Peter Jackson inszenierten Hobbit-Filmtrilogie wurde von Howard Shore komponiert und aufgenommen; er war davor bereits für die Herr-der-Ringe-Filme zuständig. Ebenfalls wie in den genannten Filmen, entstanden auch die Aufnahmen für den ersten Teil der Hobbit-Filme durch das London Philharmonic Orchestra in den Abbey Road Studios. Für die Aufnahmen des zweiten Films wurde ab September 2013 die Townhall in Wellington genutzt.

## Hintergrund
Nach seiner Arbeit für Der Herr der Ringe befasste sich Shore eigentlich bereits mit der Filmmusik zu Jacksons neuem Film King Kong. Nur sieben Wochen vor Premiere des Films wechselte Jackson aufgrund „unterschiedlicher kreativer Auffassungen“ den Komponisten aus: Der US-Amerikaner James Newton Howard übernahm Shores Job. Weil Howard aber nur zwei Wochen für die Vollendung eines neuen Soundtracks Zeit hatte, wurden viele Songs von Shore übernommen. Trotz der damaligen Differenzen sind Peter Jackson und Howard Shore verbunden geblieben und haben bei der Hobbit-Verfilmung wieder zusammengearbeitet.

## Eine unerwartete Reise

### Veröffentlichung
Das Soundtrackalbum wurde in Deutschland am 10. Dezember 2012 veröffentlicht, in den Vereinigten Staaten einen Tag später. Es kamen dabei zwei verschiedene Editionen auf den Markt, eine Standard Edition mit 26 Songs und eine Deluxe Edition mit 32 Songs und einigen erweiterten Titeln. Die Songs sind auf jeweils 2 CDs aufgeteilt. Die Produzenten des Films – Peter Jackson, Fran Walsh und Philippa Boyens – fungierten auch zeitgleich als Ausführende Produzenten des Soundtracks.

### Solostücke
Der neuseeländische Musiker Neil Finn sang den Titel Song of the Lonely Mountain ein. Während des Films singt Thorin-Eichenschild-Darsteller Richard Armitage zusammen mit den restlichen Zwergendarstellern den Song Misty Mountains. In der deutschen Synchronfassung ist allerdings nicht Armitages eigentlicher Synchronsprecher Torben Liebrecht zu hören, sondern der Sänger Thomas Amper.

### Titelliste
Die meisten Songs wurden von Howard Shore komponiert. A/ B

#### Standard Edition
| CD 1 | CD 1                                        | CD 1            |
| #    | Titel                                       | Länge (in min.) |
| ---- | ------------------------------------------- | --------------- |
| 1    | My Dear Frodo                               | 8:02            |
| 2    | Old Friends                                 | 4:27            |
| 3    | An Unexpected Party                         | 3:52            |
| 4    | Axe or Sword?                               | 5:57            |
| 5    | Misty Mountains (von Richard Armitage)      | 1:39            |
| 6    | The Adventure Begins                        | 2:02            |
| 7    | The World Is Ahead                          | 2:18            |
| 8    | An Ancient Enemy                            | 4:56            |
| 9    | Radagast the Brown                          | 4:53            |
| 10   | Roast Mutton                                | 4:00            |
| 11   | A Troll-Hoard                               | 2:37            |
| 12   | The Hill of Sorcery                         | 3:48            |
| 13   | Warg-Scouts                                 | 3:02            |
| CD 2 |                                             |                 |
| #    | Titel                                       | Länge (in min.) |
| 14   | The Hidden Valley                           | 3:49            |
| 15   | Moon Runes                                  | 3:18            |
| 16   | The Defiler                                 | 1:12            |
| 17   | The White Council                           | 7:19            |
| 18   | Over Hill                                   | 3:41            |
| 19   | A Thunder Battle                            | 3:53            |
| 20   | Under Hill                                  | 1:53            |
| 21   | Riddles in the Dark                         | 5:20            |
| 22   | Brass Buttons                               | 7:37            |
| 23   | Out of the Frying-Pan                       | 5:53            |
| 24   | A Good Omen                                 | 5:44            |
| 25   | Song of the Lonely Mountain (von Neil Finn) | 4:08            |
| 26   | Dreaming of Bag End                         | 1:49            |
|      |                                             | 1:47:42         |

#### Special Edition
Neben der Standard Edition erschien am 10. Dezember ebenfalls eine Special Edition, die neben sechs neuen Songs noch sieben Extended Versions beinhaltet.
| CD 1 | CD 1                                                  | CD 1            |
| #    | Titel                                                 | Länge (in min.) |
| ---- | ----------------------------------------------------- | --------------- |
| 1    | My Dear Frodo                                         | 8:02            |
| 2    | Old Friends (Extended Version)                        | 4:27            |
| 3    | An Unexpected Party (Extended Version)                | 3:52            |
| 4    | Blunt the Knives (The Dwarf Cast; Bonus-Track)        | 1:00            |
| 5    | Axe or Sword?                                         | 5:57            |
| 6    | Misty Mountains (Richard Armitage und The Dwarf Cast) | 1:39            |
| 7    | The Adventure Begins                                  | 2:02            |
| 8    | The World Is Ahead                                    | 2:18            |
| 9    | An Ancient Enemy                                      | 4:56            |
| 10   | Radagast the Brown (Extended Version)                 | 4:53            |
| 11   | The Trollshaws (Bonus-Track)                          | 2:07            |
| 12   | Roast Mutton (Extended Version)                       | 4:00            |
| 13   | A Troll-Hoard                                         | 2:37            |
| 14   | The Hill of Sorcery                                   | 3:48            |
| 15   | Warg-Scouts                                           | 3:02            |

| CD 2 | CD 2                                                          | CD 2            |
| #    | Titel                                                         | Länge (in min.) |
| ---- | ------------------------------------------------------------- | --------------- |
| 16   | The Hidden Valley                                             | 3:49            |
| 17   | Moon Runes (Extended Version)                                 | 3:37            |
| 18   | The Defiler                                                   | 1:12            |
| 19   | The White Council (Extended Version)                          | 9:40            |
| 20   | Over Hill                                                     | 3:41            |
| 21   | A Thunder Battle                                              | 3:53            |
| 22   | Under Hill                                                    | 1:53            |
| 23   | Riddles in the Dark                                           | 5:20            |
| 24   | Brass Buttons                                                 | 7:37            |
| 25   | Out of the Frying-Pan                                         | 5:53            |
| 26   | A Good Omen                                                   | 5:44            |
| 27   | Song of the Lonely Mountain (von Neil Finn; Extended Version) | 6:01            |
| 28   | Dreaming of Bag End                                           | 1:49            |
| 29   | A Very Respectable Hobbit (Bonustitel)                        | 1:20            |
| 30   | Erebor (Bonustitel)                                           | 1:17            |
| 31   | The Dwarf Lords (Bonustitel)                                  | 1:58            |
| 32   | The Edge of the Wild (Bonustitel)                             | 3:34            |
|      |                                                               | 2:07:03         |

### Rezeption

#### Kritik
Der Soundtrack wurde grundsätzlich positiv aufgenommen, kritisiert wurden eher Kleinigkeiten. So wurde beispielsweise die Ähnlichkeit zwischen der Musik der Herr-der-Ringe-Trilogie gelobt. Ein Beispiel dafür ist das Einspielen des Titels An Ancient Enemy, der während der Kampfszenen vor den Toren Morias zu hören ist. Eine ähnlich klingende musikalische Begleitung war bereits im Herrn der Ringe zu hören. Ein Kritikpunkt ist das Fehlen klarer Leitmotive:

„Klare Leitmotive, wie beispielsweise ein eigenes Azog- oder Goblin-King-Thema sind leider für Laien kaum rauszuhören.“

Patsy Morita von Allmusic schreibt u. a. über die Verbindung zu den Herr-der-Ringe-Filmen:

“[…] As with The Lord of the Rings films, the music is lush and richly orchestral – with the occasional choir – utilizing similarly pastoral themes for the hobbits and rhythmic, suspenseful ones for the threatening creatures and characters […]. The overall scope of Shore’s music isn’t quite as sweeping and epic as that for The Lord of the Rings, perhaps a natural reflection of the smaller scale of Bilbo’s adventures with the ring when compared to its fuller story as laid out in Lord of the Rings. Yet, it still has some grandeur and hits all the right emotional notes […].”

„[…] Wie bei den Herr der Ringe-Filmen ist die Filmmusik umfangreich, sehr orchestral, rhythmisch und einigen bedrohlichen Kreaturen zugeordnet – gleichzeitig wird auch mit Chören gearbeitet […]. Allerdings ist der Soundtrack insgesamt nicht ebenso mitreißend und episch wie bei Der Herr der Ringe, vielleicht darauf zurückzuführen, dass Bilbo Beutlins Geschichte, an den Ring zu gelangen, weniger spannend ist, als die in Der Herr der Ringe. Trotz alledem hat die Filmmusik ihre eigene Pracht und trifft den richtigen emotionalen Nerv […].“

#### Auszeichnungen und Nominierungen
Der Soundtrack wurde für die Washington D. C. Area Film Critics Association Awards 2012 nominiert, musste sich aber Jonny Greenwood mit seiner Arbeit für den Film The Master geschlagen geben. Der Titel Song of the Lonely Mountain wurde für einen Houston Film Critics Society Award nominiert, letztendlich siegte aber Skyfall aus dem gleichnamigen James-Bond-Film. Weiter wurde Howard Shore für einen Saturn Award in der Kategorie „Beste Musik“ nominiert.

#### Chartplatzierungen
Der Soundtrack konnte sich in 6 verschiedenen Ländern in die Top 25 der Albumcharts platzieren, darunter in Deutschland und Österreich. In den Soundtrack-Charts der Vereinigten Staaten schaffte es das Album bis auf Platz 3.
| ChartsChartplatzierungen       | Höchstplatzierung | Wochen |
| ------------------------------ | ----------------- | ------ |
| Deutschland (GfK)              | 14 (12 Wo.)       | 12     |
| Österreich (Ö3)                | 16 (6 Wo.)        | 6      |
| Schweiz (IFPI)                 | 40 (6 Wo.)        | 6      |
| Vereinigte Staaten (Billboard) | 30 (… Wo.)        | …      |
| Vereinigtes Königreich (OCC)   | 61 (2 Wo.)        | 2      |

#### Auszeichnungen für Musikverkäufe
Mit mehr als 40.000 Verkäufen wurde der Soundtrack in Kanada mit Gold ausgezeichnet.
| Land/Region | Auszeichnungen für Musikverkäufe (Land/Region, Auszeichnung, Verkäufe) | Verkäufe |
| ----------- | ---------------------------------------------------------------------- | -------- |
| Kanada (MC) | Gold                                                                   | 40.000   |
| Insgesamt   | 1× Gold ·                                                              | 40.000   |

## Smaugs Einöde

### Veröffentlichung
Der Soundtrack erschien am 6. Dezember 2013 auf dem Markt. Dabei werden, im Gegensatz zum Soundtrackalbum des ersten Films, nicht nur eine Standard Edition und eine Deluxe Edition, sondern auch eine Schallplatte mit der Musik veröffentlicht.

### Solostück
Der junge britische Singer-Songwriter Ed Sheeran komponierte und sang den Titelsong I See Fire selbst.

### Titelliste
Die meisten Songs wurden von Howard Shore komponiert. C

#### Standard Edition
| CD 1 | CD 1                         | CD 1            |
| #    | Titel                        | Länge (in min.) |
| ---- | ---------------------------- | --------------- |
| 1    | The Quest for Erebor         | 3:22            |
| 2    | Wilderland                   | 4:56            |
| 3    | The House of Beorn           | 3:42            |
| 4    | Mirkwood                     | 4:28            |
| 5    | Flies and Spiders            | 7:51            |
| 6    | The Woodland Realm           | 4:27            |
| 7    | Feast of Starlight           | 2:48            |
| 8    | Barrels Out of Bond          | 1:50            |
| 9    | The Forest River             | 4:54            |
| 10   | Bard, a Man of Lake-Town     | 2:30            |
| 11   | The High Fells               | 2:37            |
| 12   | The Nature of Evil           | 3:20            |
| 13   | Protector of the Common Folk | 3:35            |

| CD 2 | CD 2                          | CD 2            |
| #    | Titel                         | Länge (in min.) |
| ---- | ----------------------------- | --------------- |
| 1    | Thrice Welcome                | 3:33            |
| 2    | Girion, Lord of Dale          | 3:33            |
| 3    | Durin’s Folk                  | 2:28            |
| 4    | In the Shadow of the Mountain | 2:15            |
| 5    | A Spell of Concealment        | 2:51            |
| 6    | On the Doorstep               | 7:46            |
| 7    | The Courage of Hobbits        | 3:00            |
| 8    | Inside Information            | 3:48            |
| 9    | Kingsfoil                     | 2:25            |
| 10   | A Liar and a Thief            | 3:41            |
| 11   | The Hunters                   | 9:04            |
| 12   | Smaug                         | 5:24            |
| 13   | My Armor Is Iron              | 5:16            |
| 14   | I See Fire (von Ed Sheeran)   | 5:00            |
| 15   | Beyond the Forest             | 5:25            |
|      |                               | 1:56:07         |

#### Deluxe Edition
Neben der Standard Edition erschien am 6. Dezember ebenfalls eine Deluxe Edition, die neben einem neuen Song noch zwölf Extended Versions beinhaltet.
| CD 1 | CD 1                                          | CD 1            |
| #    | Titel                                         | Länge (in min.) |
| ---- | --------------------------------------------- | --------------- |
| 1    | The Quest for Erebor                          | 3:22            |
| 2    | Wilderland                                    | 4:56            |
| 3    | A Necromancer (Bonustitel)                    | 2:54            |
| 4    | The House of Beorn (erweiterte Version)       | 4:52            |
| 5    | Mirkwood (erweiterte Version)                 | 5:31            |
| 6    | Flies and Spiders (erweiterte Version)        | 9:35            |
| 7    | The Woodland Realm (erweiterte Version)       | 5:14            |
| 8    | Feast of Starlight                            | 2:48            |
| 9    | Barrels Out of Bond                           | 1:50            |
| 10   | The Forest River (erweiterte Version)         | 5:10            |
| 11   | Bard, a Man of Lake-Town (erweiterte Version) | 3:18            |
| 12   | The High Fells (erweiterte Version)           | 3:38            |
| 13   | The Nature of Evil                            | 3:20            |
| 14   | Protector of the Common Folk                  | 3:35            |

| CD 2 | CD 2                                        | CD 2            |
| #    | Titel                                       | Länge (in min.) |
| ---- | ------------------------------------------- | --------------- |
| 1    | Thrice Welcome                              | 3:33            |
| 2    | Girion, Lord of Dale (erweiterte Version)   | 4:15            |
| 3    | Durin’s Folk (erweiterte Version)           | 3:04            |
| 4    | In the Shadow of the Mountain               | 2:15            |
| 5    | A Spell of Concealment (erweiterte Version) | 3:22            |
| 6    | On the Doorstep                             | 7:46            |
| 7    | The Courage of Hobbits                      | 3:00            |
| 8    | Inside Information                          | 3:48            |
| 9    | Kingsfoil                                   | 2:25            |
| 10   | A Liar and a Thief                          | 3:41            |
| 11   | The Hunters (erweiterte Version)            | 9:55            |
| 12   | Smaug (erweiterte Version)                  | 6:29            |
| 13   | My Armor Is Iron                            | 5:16            |
| 14   | I See Fire (von Ed Sheeran)                 | 5:00            |
| 15   | Beyond the Forest                           | 5:25            |
|      |                                             | 2:09:17         |

### Rezeption

#### Kritik
Der Soundtrack wurde ähnlich positiv aufgenommen wie schon die Musik von Eine unerwartete Reise. Gelobt wurde u. a. das konsequente Einarbeiten von Themen, die sich gut an die der vorherigen vier Mittelerde-Filme anpassen:

„Das neue Elbenmaterial und die Klangwelt Seestadts, nicht zuletzt die thematische Vielfalt Smaugs lassen zwar an langen, einprägsamen „Mitsummphrasen“ vermissen, stehen ihren Verwandten aus der HERR DER RINGE-Trilogie aber in nichts nach. Shore’s Interpretation einer Einöde ist ein wahres Fest für gespitzte Ohren, das besonders gen Ende an Klangkomplexität gewinnt und zu schon jetzt zu einem Klassiker der Filmmusik gehört.“

James Christopher Monger von Allmusic schreibt u. a. über die Änderungen zum Soundtrack des ersten Films.

“[…] For The Desolation of Smaug, Shore honed the themes introduced in An Unexpected Journey and amped up the darkness and bombast, introducing a memorable new cue to accompany the arrival of the film’s scaly antagonist.”

„[…] Für Smaugs Einöde, schliff Shore an den in Eine unerwartete Reise eingeführten Themen und fügte die neue Dunkelheit des Films hinzu, indem er unvergessliche neue Dinge einführte, die die Ankunft der Gegenspieler im Film begleiten.“

#### Chartplatzierungen
Der Soundtrack konnte sich am 10. Dezember auf Platz 14 der US-amerikanischen Charts vorarbeiten.
| ChartsChartplatzierungen       | Höchstplatzierung | Wochen |
| ------------------------------ | ----------------- | ------ |
| Deutschland (GfK)              | 25 (17 Wo.)       | 17     |
| Österreich (Ö3)                | 29 (4 Wo.)        | 4      |
| Schweiz (IFPI)                 | 51 (4 Wo.)        | 4      |
| Vereinigte Staaten (Billboard) | 14 (… Wo.)        | …      |
| Vereinigtes Königreich (OCC)   | 69 (1 Wo.)        | 1      |

## Die Schlacht der Fünf Heere
Der Soundtrack erschien kurz vor der Veröffentlichung des dritten Films am 8. Dezember 2014.

### Solostück
Der Schauspieler Billy Boyd sang den Creditsong von Der Hobbit – Die Schlacht der Fünf Heere selbst. Dieser trägt den Titel The Last Goodbye.

### Titelliste
Die meisten Songs wurden von Howard Shore komponiert. D

#### Standard Edition
| CD 1 | CD 1                        | CD 1            |
| #    | Titel                       | Länge (in min.) |
| ---- | --------------------------- | --------------- |
| 1    | Fire and Water              | 5:57            |
| 2    | Shores of the Long Lake     | 4:01            |
| 3    | Beyond Sorrow and Greef     | 2:50            |
| 4    | Guardians of the Three      | 5:14            |
| 5    | The Ruins of Dale           | 3:39            |
| 6    | The Gathering of the Clouds | 4:07            |
| 7    | Mithril                     | 3:08            |
| 8    | Bred for War                | 3:19            |
| 9    | A Thief in the Night        | 4:14            |
| 10   | The Clouds burst            | 4:12            |
| 11   | Battle of the Mountain      | 4:38            |

| CD 2 | CD 2                              | CD 2            |
| #    | Titel                             | Länge (in min.) |
| ---- | --------------------------------- | --------------- |
| 1    | The Darkest Hour                  | 5:31            |
| 2    | Sons of Durin                     | 4:23            |
| 3    | The Fallen                        | 4:56            |
| 4    | Ravenhill                         | 5:47            |
| 5    | To The Death                      | 5:13            |
| 6    | Courage and Wisdom                | 5:09            |
| 7    | The Return Journey                | 4:16            |
| 8    | There and Back Again              | 4:19            |
| 9    | The Last Goodbye (von Billy Boyd) | 4:05            |
| 10   | Ironfoot                          | 5:03            |
|      |                                   | 1:34:01         |

#### Special Edition
Neben der Standard Edition erschien am 16. Dezember ebenfalls eine Special Edition, die neben zwei neuen Songs noch fünf Extended Versions beinhaltet.
| CD 1 | CD 1                                             | CD 1            |
| #    | Titel                                            | Länge (in min.) |
| ---- | ------------------------------------------------ | --------------- |
| 1    | Fire and Water                                   | 5:57            |
| 2    | Shores of the Long Lake                          | 4:01            |
| 3    | Beyond Sorrow and Grief (erweiterte Version)     | 4:11            |
| 4    | Guardians of the Three (erweiterte Version)      | 5:47            |
| 5    | The Ruins of Dale                                | 3:39            |
| 6    | The Gathering of the Clouds (erweiterte Version) | 5:52            |
| 7    | Mithril                                          | 3:08            |
| 8    | Bred for War                                     | 3:19            |
| 9    | A Thief in the Night                             | 4:14            |
| 10   | The Clouds Burst                                 | 4:12            |
| 11   | Battle for the Mountain                          | 4:38            |

| CD 2 | CD 2                              | CD 2            |
| #    | Titel                             | Länge (in min.) |
| ---- | --------------------------------- | --------------- |
| 1    | The Darkest Hour                  | 5:31            |
| 2    | Sons of Durin                     | 4:23            |
| 3    | The Fallen                        | 4:56            |
| 4    | Ravenhill                         | 5:47            |
| 5    | To the Death (erweiterte Version) | 7:22            |
| 6    | Courage and Wisdom                | 5:09            |
| 7    | The Return Journey                | 4:16            |
| 8    | There and Back Again              | 4:19            |
| 9    | The Last Goodbye (von Billy Boyd) | 4:05            |
| 10   | Ironfoot (erweiterte Version)     | 6:11            |
| 11   | Dragon-Sickness (Bonus-Track)     | 3:51            |
| 12   | Thrain (Bonus-Track)              | 3:24            |
|      |                                   | 1:48:12         |

### Rezeption

#### Chartplatzierungen
| ChartsChartplatzierungen     | Höchstplatzierung | Wochen |
| ---------------------------- | ----------------- | ------ |
| Deutschland (GfK)            | 25 (4 Wo.)        | 4      |
| Österreich (Ö3)              | 35 (3 Wo.)        | 3      |
| Schweiz (IFPI)               | 37 (2 Wo.)        | 2      |
| Vereinigtes Königreich (OCC) | 71 (1 Wo.)        | 1      |